# Королівство Ормуз
Ормузьке королівство (араб. مملكة هرمز) — арабська торгова держава X—XVII століть на березі Ормузької протоки.

## Історія
Королівство було створено арабськими князями в X столітті,  в 1050-х роках опинилася у складі Керманського султанату, а в 1262 році потрапило під сюзеренітет Персії. Ормуз неймовірно розбагатів, так як був найважливішим транспортним хабом на морському шляху з Індії та східноафриканського узбережжя Суахілі до Персії і Близького Сходу. Цим шляхом активно користувалися купці.

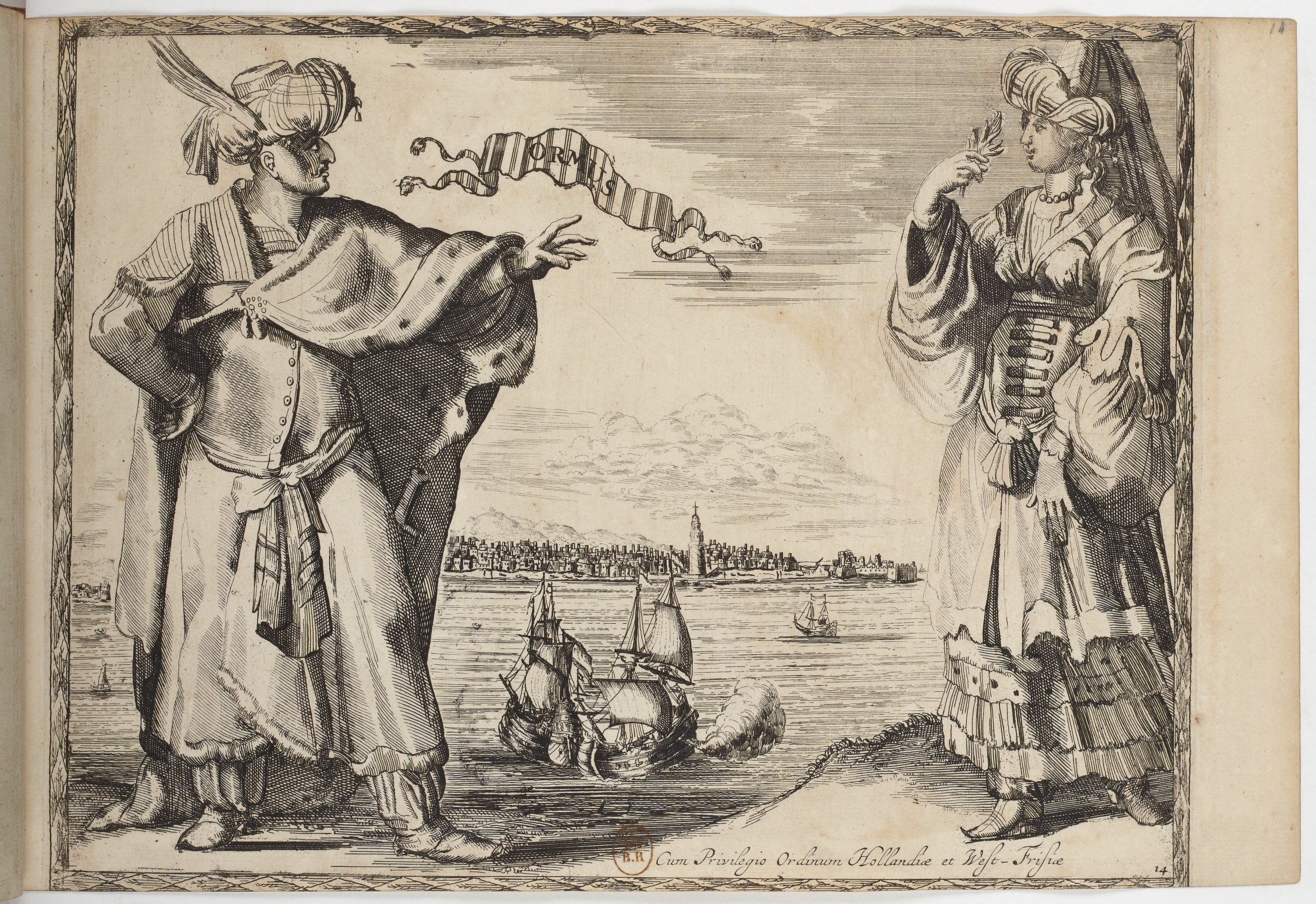
Костюми жителів Ормузу (1670).

Столицею держави було місто Ормуз на однойменному острові, поблизу сучасного Бендер-Аббаса. На піку своєї могутності в XIII—XIV столітті Ормуз став потужною військово-морською державою з великим торговим та військовим флотом, якій підпорядковувались інші міста на південно-східному узбережжі Аравійського півострова.
1507 року Ормуз підкорили португальці під проводом Афонсу де Албукеркі. В 1622 році, за сприяння англійського флоту Ормуз захопив шах сефевідської Персії Аббас I .

## Правителі
Королі Ормузу (muluk-i Hurmuz)
- Сайф аль-Дінабу Надар  (араб. سیف الدین, Sayf al-Din Abu Nadar) — ормузький король; у португальських джерелах: Саффідін Абанадар (порт. Çaffadim (Safadim) Abanadar) — [2]
- Торуша (порт. Toruxa) — ормузький король, спадкоємець Сайф аль-Діна[2]